# Nuffield Organisation
Nuffield Organisation var en brittisk motorfordonstillverkare. 
Nuffield bildades 1938 och har fått sitt namn efter grundaren William Morris, 1st Viscount Nuffield. Företaget tillverkade bilar av märkena Morris, Wolseley och Riley. Efter andra världskriget började man tillverka traktorer. Den första modellen hette Nuffield Universal.
Nuffield Organisation gick samman med Austin Motor Company 1952 och skapade då British Motor Corporation.